# Повсталий з пекла
«Повсталий з пекла» (англ. Hellraiser) — британський фільм жахів режисера Клайва Баркера 1987 року.
За сюжетом, злочинцеві Френкові вдалося втекти з пекла, щоправда, потворним і скаліченим. За час відсутності в його будинку поселилася родина родичів, а Френк шукає людських жертв, аби знову стати повносправним. Однак, на його пошуки вирушають демони сенобіти, щоб повернути втікача в пекло.
У 2022 вийшов римейк фільму з тією ж назвою.

## Сюжет
Дрібний злочинець Френк Коттон купує на східному базарі скриньку Лемаршана. Він давно розшукував її, вірячи, що скринька володіє містичною силою давати «невимовне задоволення». Повернувшись до свого будинку, Френк розгадує як відкрити скриньку. Але з темряви навколо вириваються гаки, що впиваються в тіло Коттона і розривають його на шматки, а душа потрапляє до пекла. За якийсь час загадкова фігура оглядає останки та закриває скриньку.
Згодом, старший брат Френка Ларрі разом з дружиною Джулією і дорослою дочкою від першого шлюбу Кірсті вирішують поселитись у будинку зниклого безвісти Френка. Ларрі вважає, що Френк переховується через своє злочинне заняття. Джулія ж приховує, що зраджувала Ларрі з його братом. Переносячи речі, Ларрі випадково ранить руку, кров просочується до підвалу на місці загибелі Френка і той повертається з пекла в новому тілі. Тим часом Кірсті виявляє, що навколо будинку бродить дивний волоцюга.
Джулія виявляє в одній з кімнат спотвореного Френка. Він вимагає допомогти йому відновити тіло, для чого потрібно більше крові. В наступні дні Джулія знайомиться з двома чоловіками, приводить їх додому і вбиває. З кожною жертвою Френк повертає колишню подобу. Ларрі, запідозривши Джулію в зраді, просить Кірсті підглянути за нею. Кірсті стає свідком того, як Джулія приводить третю жертву. Піднявшись за ними на горище, дівчина виявляє труп гостя і Френка. Вона підслуховує розповідь Френка про демонів сенобітів, що катують задля власної розваги у пеклі тих, хто відкриває скриньку. Після втечі з їхнього полону, Френк не хоче більше ніколи туди не повертатись. Він намагається затримати племінницю, коли вона випадково хапає скриньку. Кірсті розуміє, що ця річ важлива для лиходія і тікає з нею. На вулиці вона непритомніє і її забирає швидка допомога.
Отямившись, Кірсті досліджує скриньку і відкриває її. Зі стіни з'являються сенобіти на чолі з Пінхедом. Налякана дівчина розповідає демонам, що знає де знаходиться Френк. Сенобіти припускають, що відпустять її, якщо вона зробить так, що Френк назве при них своє ім'я. Джулія вмовляє Френка тікати, але він ще не має шкіри. Коли Ларрі повертається додому та займається сексом з Джулією, Френк замислює вбити його, але відступає.
Коли Кірсті повертається додому, Ларрі каже їй, що вбив Френка. На горищі вона знаходить тіло без шкіри, з'являються сенобіти і вимагають віддати їм того, хто це зробив. Кірсті розуміє, що Френк зняв з Ларрі шкіру та надягнув її на себе. Намагаючись спіймати Кірсті, Френк убиває Джулію аби відкупитись від сенобітів. Лиходій називає себе дядечком Френком, в ту ж мить прибувають сенобіти, розривають Френка гаками та вирішують забрати з собою й Кірсті. Дівчина здогадується, що для вигнання демонів слід закрити скриньку. Складаючи кожну частину головоломки, вона виганяє демонів по одному назад у пекло. Будинок руйнується, але Кірсті рятує її хлопець, що шукав її.
За якийсь час Кірсті викидає скриньку на пустирі у вогнище. Але з'являється волоцюга, що кидається у вогонь і хапає її. Він загоряється і виявляється крилатим кістяком, що відлітає геть. Згодом той самий торговець, що продав скриньку Френку, продає її новій жертві.

## У ролях
- Ендрю Робінсон — Ларрі
- Клер Хіггінс — Джулія
- Ешлі Лоуренс — Кірсті Коттон
- Шон Чепман — Френк
- Олівер Сміт — Франк Монстр
- Роберт Хайнс — Стів
- Ентоні Аллен — перша жертва
- Леон Девіс — друга жертва
- Майкл Кессіді — третя жертва
- Френк Бейкер — волоцюга
- Кеннет Нельсон — Білл
- Гей Бейнес — Евелін
- Ніалл Баггі — гість
- Дейв Аткінс — вантажник 1
- Олівер Паркер — вантажник 2
- Памела Шолто — клієнт який скаржиться
- Даг Бредлі — Пінхед, головний сенобіт
- Ніколас Вінс — сенобіт
- Саймон Бемфорд — сенобіт
- Грейс Кірбі — сенобіт
- Шерон Бауер — медсестра
- Рауль Ньюні — доктор

## Цікаві факти
- За мотивами фільму були випущені кілька коміксів, випускалися пластикові моделі сенобітів.
- Головоломка, за допомогою якої герої фільму потрапляють до пекла, знана як «Скринька Лемаршана» або «Конфігурація Плачу» (англ. Lament configuration).
- Дагу Бредлі перед зніманням запропонували на вибір дві епізодичні ролі — вантажника або сенобіта. Актор-початківець подумав, що для молодого актора важливіше, щоб його обличчя з'явилося на екрані і все-таки вибрав роль сенобіта.
- Перша назва картини була «Садомазохісти з потойбічного світу» (англ. Sadomasochists From Beyond the Grave).
- Виконавця ролі сенобіта, Дага Бредлі, перед появою на знімальному майданчику протягом шести годин гримували, закріплюючи на його голові сотні цвяшків.
- Спочатку роль Ларрі Коттона запропонували Ленсу Генріксену, але той відмовився.
- Для письменника Клайва Баркера це був режисерський дебют. Його книга «The Hellbound Heart», за мотивами якої відзнято фільм, містить усього 60 сторінок.
- Френка Коттона в його людській подобі і «повсталого» Френка грають різні актори.
- Даг Бредлі — друг і однокласник Клайва Баркера.
- Слід зауважити, що в літературному першоджерелі ніякого Пінхеда не було, а його функції виконувала істота, названа «Інженером», — дивний суб'єкт з тілом людини і згустком світла замість голови. Проте, на початку оповідання зустрічається опис декількох сенобітов, і один з них — дівчина — виглядає наступним чином:

|  | Кожен дюйм голови був татуйований надскладним візерунком, на кожному перетині горизонтальних і вертикальних ліній виблискувала шпилька з дорогоцінним каменем, які наскрізь проколювали кістку. |

- Пекло в фільмі являє собою мережу коридорів і лабіринтів.
- Сенобіо — це церковний термін, позначає жителя чернечої комуни. Це слово грецького походження. Баркер описує сенобітів як «теологів Ордена Ран або Розрізів». Сенобіти можуть проникати в нашу реальність тільки через особливий просторово-часовий пролом — «схизму» — який можна відкрити і закрити за допомогою особливих пристосувань. Таким пристосуванням для створення «пролому» є Скринька-Головоломка (англ. Puzzle Box), вперше зроблена таким собі творцем іграшок Філіпом Лемаршаном у 1784 за замовленням і кресленням Дюка де Ліля (аристократа, практикуючого темну магію).
- Спочатку саундтрек до фільму записував англійський індустріальний гурт Coil, але попри протести Клайва Баркера, давнього знайомого групи, продюсери з New Line Cinema не прийняли їх композиції з власних причин.
- Прообраз Скриньки Лемаршана — головоломка, яку маленькому Клайву подарував дідусь.
- Існують дві версії фільму — повна і скорочена. У скороченій версії були обрізані особливо криваві сцени.